# L'Internat: Las Cumbres
L'Internat: Las Cumbres (El internado: Las Cumbres en version originale) est une série télévisée espagnole de mystère et de thriller dramatique pour adolescents, qui a été lancée sur Amazon Prime Video le 19 février 2021. Il s'agit d'un reboot de la série El Internado, diffusée à l'origine de 2007 à 2010.

## Synopsis
Dans un internat perdu au cœur des montagnes et complètement isolé du monde extérieur, les pensionnaires sont des adolescents jugés rebelles et difficiles. Ils y suivent une discipline très stricte afin de les préparer à réintégrer la société. La forêt environnante abrite d'anciennes légendes, des dangers ancestraux qui menacent les élèves alors qu'ils sont embarqués dans des aventures aussi palpitantes que terrifiantes.

## Distribution
- Asia Ortega : Amaia
- Carlos Alcaide : Manuel
- Daniela Rubio : Adele
- Albert Salazar : Paul
- Daniel Arias : Eric
- Claudia Riera : Inés
- Gonzalo Díez : Julio
- Paula del Río : Paz
- Natalia Dicenta : Mara, la directrice de l'internat
- Lucas Velasco : Mario, le professeur de sport
- Mina El Hammani : Elvira, la professeur de science
- Joel Bosqued : León, le professeur de musique
- Alberto Amarilla : Elías, moine et professeur de latin
- Kandido Uranga : Arturo, l'abbé du monastère
- Ramiro Blas : Darío, le père d'Inés
- Clara Galle : Eva

## Production
Créée par Laura Belloso et Asier Andueza et produite par Atresmedia Studios et Globomedia, la série est un reboot de la série El Internado, diffusée à l'origine de 2007 à 2010 et dont Belloso et Andueza étaient respectivement co-créateur et scénariste.
Le tournage a commencé en Navarre le 3 mars 2020. Les lieux de tournage comprenaient le monastère d'Irache en Navarre, Saint-Sébastien, Hondarribia, Lazkao, Usurbil, Ergoien, Bilbao, Anglet et des décors dans le complexe Zinealdea à Oiartzun. [3] La première saison se compose de 8 épisodes d'une durée d'environ 50 minutes. La deuxième saison comporte également 8 épisodes et est diffusée depuis le 1er avril 2022 sur Amazon Prime Video. Le 6 avril 2022, le compte Twitter de la série annonce que la série est renouvelée pour une 3ème et dernière saison.